# Halleluja (Hedin)
Halleluja är en psalm med musik skriven 1988 av AnnaMaria Th. Hedin.

## Publicerad i
- Psalmer och Sånger 1987 som nummer 858 under rubriken "Psaltarpsalmer och andra sånger ur Bibeln".[1]